# Ras Tabouda
Ras Tabouda (franska: Ras Tabouda (CR), Ras Tabouda (Commune Rurale), arabiska: سيدي يوسف بن أحمد) är en kommun i Marocko.   Den ligger i provinsen Sefrou och regionen Fès-Meknès, i den nordöstra delen av landet, 190 km öster om huvudstaden Rabat. Antalet invånare är 6 516.